# Volkmar Stuber
Volkmar Stuber (* 1970 oder 1971) ist ein deutscher Musher.
Der aus Gaildorf in Baden-Württemberg stammende Schlittenhunde-Gespannführer und ehemalige Chemie-Student Stuber gewann mit seinen Alaskan Huskies mehrere nationale und internationale Titel. Zunächst in der Drei-Hunde-Klasse startend wurde er erstmals im Alter von 17 Jahren 1989 Deutscher Meister. Bis 1993 gelangen ihm vier weitere Siege bei nationalen Meisterschaften. 1990 folgte mit dem Europameistertitel im österreichischen Bad Mitterndorf der erste internationale Titel, nachdem er im Jahr zuvor dort noch den zweiten Platz belegt hatte. 1992 wiederholte er seinen EM-Triumph im finnischen Jämi Järvi. Im gleichen Jahr wurde er zudem Weltmeister in der Vier-Hunde-Klasse. 1995 gelang ihm auch in der 6-Hunde-Klasse der Sieg bei der Europameisterschaft in Serre Chevalier. Ein Jahr später wurde er im kanadischen Lake Placid Vize-Weltmeister in dieser Sparte. Es folgten viele weitere Podiums-Platzierungen bei nationalen und internationalen Wettbewerben, die er in der Folgezeit meist in der 8-Hunde-Klasse bestritt. So entschied er etwa in dieser 1998 das Vindelälvsdraget-Staffelrennen und 2000 die deutsche Meisterschaft zu seinen Gunsten.